# 中山路 (松江)
中山路又稱松江中山路，是位於中國上海市松江區東西走向的道路。中山路分為中山东路、中山中路、中山西路三段。中山东路东起松卫路，西至通波塘。中山中路东起通波塘，西至秀野桥。中山西路东起秀野桥，西至祭江亭。中山街道以中山路得名。

## 歷史
整條中山路道路於明正德年间修成，原本稱為郡治大街，簡稱大街，又稱扁担街。1912年12月26日，孙中山來到松江西门大街，該大街即為現在的中山中路。1914年，道路上安裝电力路灯。
由於孫中山曾經來過西門大街，1928年6月23日下午，當局打算將郡治大街-西門大街等道路改建，改建後道路統一命名為中山路。1937年8月起，中山路遭日军轰炸。1938年7月11日，中山路被日佔當局改名成藤井通。1939年春，日佔當局又对藤井通拓宽改造，變成泥結碎石路面道路，道路改造完成後恢復中山路舊名。1955年6月6日，孫中山妻子宋庆龄乘坐的汽车行进在中山路上。1957年起，道路陆续铺设沥青路面。1973年6月12日，當局将中山路分为三段，即中山东路、中山中路、中山西路。1990年代初，中山中路拓寬，改造工程於1994年9月24日完成。